# Immersion (virtuelle Realität)

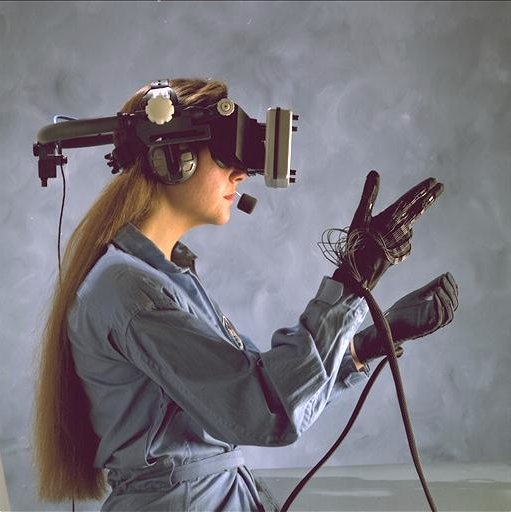
Klassisches Virtual-Reality-Headset

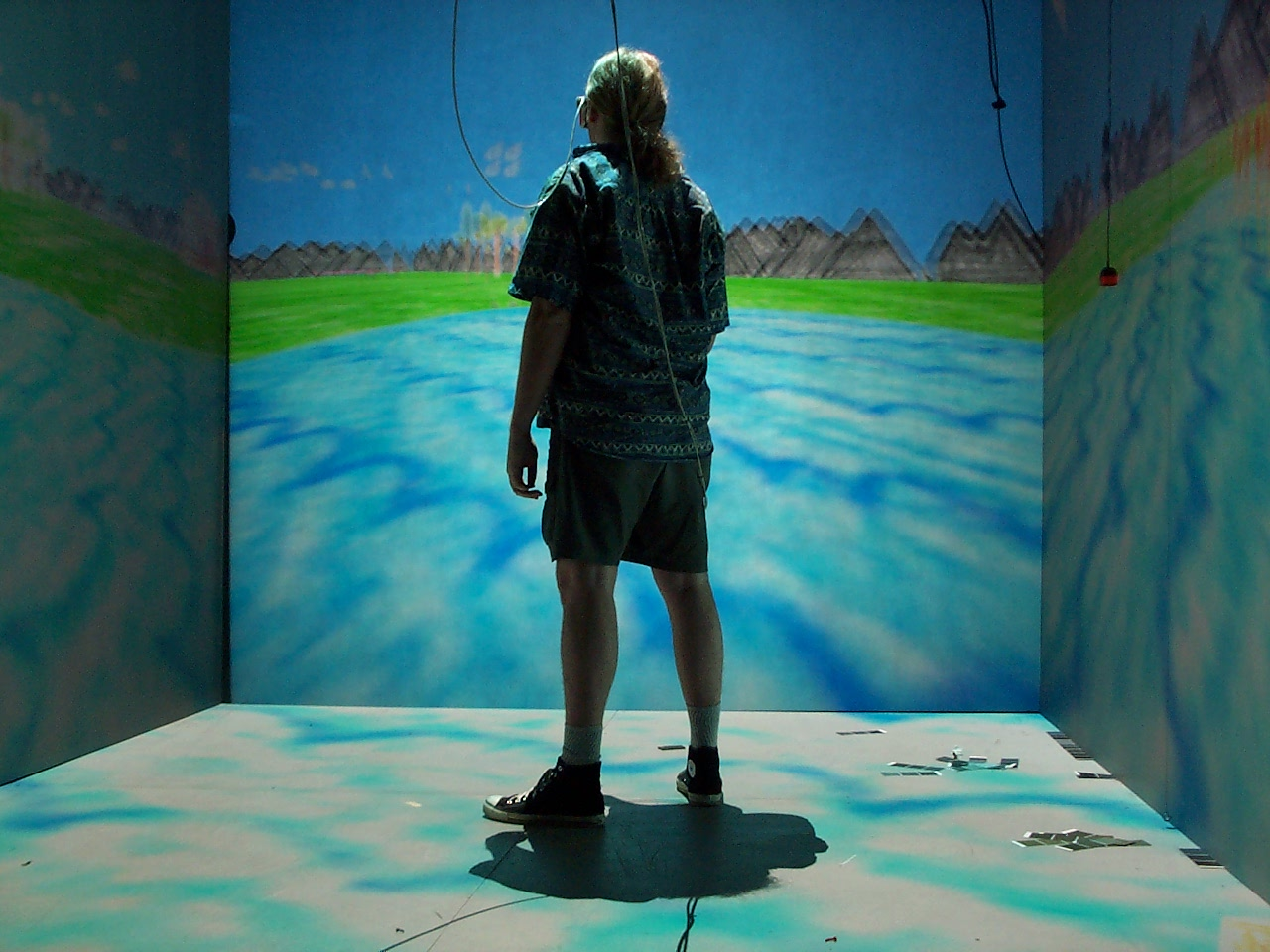
The Cave Automatic Virtual Environment

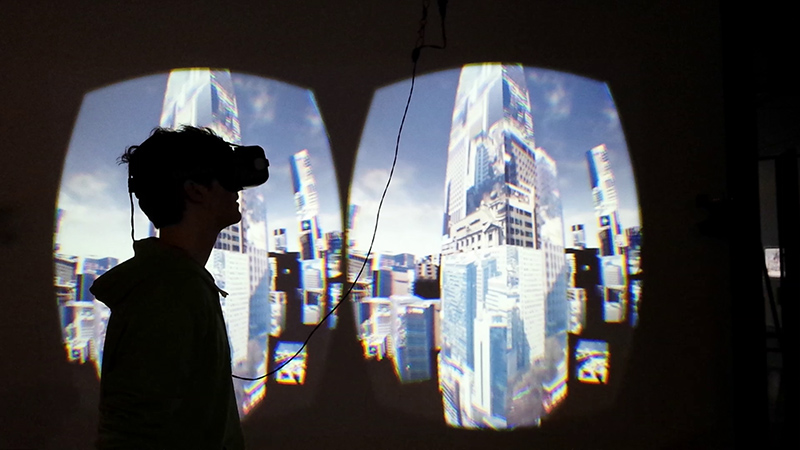
10.000 Moving Cities, Marc Lee, Telepräsenz-basierte Installation

Immersion (fachsprachlich für „Eintauchen“) bezeichnet den Effekt, bei dem Menschen durch Immersive Medien, insbesondere durch Virtual Reality (VR), so stark in eine künstliche Umgebung eintauchen, dass die Wahrnehmung der realen Welt in den Hintergrund tritt und die virtuelle Umgebung als wirklich erlebt wird. Bei besonders intensiver Immersion spricht man auch von „Präsenz“.
Im Unterschied zur passiven, filmischen oder beim Lesen erzeugten Immersion erlaubt die virtuelle Realität eine Interaktion mit der virtuellen Umgebung, wodurch eine wesentlich höhere Intensität der Immersion erreicht werden kann. Man spricht von einer immersiven virtuellen Umgebung (immersive virtual environment), wenn es dem Benutzer ermöglicht wird, direkt mit dieser zu interagieren. Sowohl ein Head-Mounted Display als auch die CAVE, bei dem die Umgebung an die Kopfposition und Orientierung angepasst und über Controller oder Freihändig interagiert werden kann, sind Beispiele für solche Systeme. Im Gegensatz hierzu steht die nicht immersive virtuelle Realität, z. B. in einem 3D-CAD System, welches auf einem PC betrieben wird. 
Der Begriff Immersion wird auch im Hinblick auf Computerspiele benutzt, um das Eintauchen des Nutzers in die virtuelle Welt zu bezeichnen, wenngleich die Interaktion hier durch Steuerungsgeräte (Maus/Tastatur, Controller) erfolgt.

## Vorstellung von Immersion 1926
Ohne die Begriffe Immersion und virtuelle Realität zu kennen, beschrieb der Journalist Ludwig Kapeller genau das bereits 1926 anlässlich der ersten erfolgreichen Fernsehübertragungsversuche:
„Der Rundfunk von morgen: ein Druck auf den Knopf, und rauschender Schall, mit Tiefen und Perspektiven; und noch ein Druck: bewegtes Bild, Ton und Klang illustrierend, eine Drehung am Hebel, und England kommt, Boxkampf in London, mit Fäustekrachen und Schmerzensstöhnen, mit den raschen Gesten der Kämpfer; oder Amerika meldet sich, mit Jazz-Band-Synkopen und den schwarzen Gesichtern der ‚Chocolate-Kiddies‘; oder Rom mit Verdiklängen, mit den bunten Bildern italienischer Opern. Oder plötzlich, unheimlich, erleben wir gräßlich im ‚505‘, von meerumpeitschender Rundfunk-Regie irgendwo inszeniert, mit Sirenengeheul und Wogenprall, mit Verzweiflungsschreien, einen Untergang der ‚Titanic‘, nächtliches Bild menschlichen Todeskampfes. Und übermorgen vielleicht: der plastische, farbige, sprechende Rundfunk-Film, Erlebnis mit allen Sinnen erfassend und durch die Technik meistern, daß durch den Druck auf schwarzen Knopf Millionen Erlebenshungriger es sich enthülle.“

## Immersion in Computerspielen
Mit dem Begriff der Immersion wird im Diskurs des Game-Designs die Erfahrung eines Spielers, sich in einer virtuellen Welt zu befinden, beschrieben.
Fesselnde und anspruchsvoll gestaltete virtuelle Welten führen zu stärkerer Immersion, ebenso Steuergeräte (Controller), die eine natürlich wirkende Interaktion mit der virtuellen Welt erlauben. Dies kann im Extremfall dazu führen, dass sich Spieler nach Ende des VR-Spiels erst wieder an die echte Welt gewöhnen müssen. Die Intensität hängt auch von der Persönlichkeit des Spielers und der Dauer des Spielens ab.
Die US-amerikanische Professorin für digitale Medien Janet H. Murray beschreibt Immersion wie folgt:

“The experience of being transported to an elaborately simulated place is pleasurable in itself, regardless of the fantasy content. Immersion is a metaphorical term derived from the physical experience of being submerged in water. We seek the same feeling from a psychologically immersive experience that we do from a plunge in the ocean or swimming pool: the sensation of being surrounded by a completely other reality, as different as water is from air, that takes over all of our attention, our whole perceptual apparatus.”

„Die Erfahrung, in eine aufwändig simulierte Umgebung transportiert zu werden, ist an sich angenehm, unabhängig vom fantastischen Inhalt. Immersion ist ein metaphorischer Begriff, abgeleitet von der physikalischen Erfahrung des Untertauchens in Wasser. Wir suchen nach demselben Gefühl einer psychologisch immersiven Erfahrung wie wir sie von einem Sprung ins Meer oder den Swimming Pool erwarten: Das Gefühl, von einer vollständig anderen Realität umgeben zu sein, so unterschiedlich wie sich das Wasser zur Luft verhält, die unsere gesamte Aufmerksamkeit auf sich zieht, unseren gesamten Wahrnehmungsapparat.“

Richard Bartle unterscheidet vier unterschiedliche Stufen der Immersion (Levels of Immersion):
- player: Die Spielfigur ist ein Mittel zur Beeinflussung der Spielwelt.
- avatar: Die Spielfigur ist ein Repräsentant des Spielers in der Spielwelt. Spieler sprechen in der dritten Person über die Spielfigur.
- character: Computerspieler identifizieren sich mit der Spielfigur und sprechen in der ersten Person über sie.
- persona: Die Spielfigur ist Teil der Identität des Computerspielers. Er spielt keine Figur in einer virtuellen Welt, er ist selbst in einer virtuellen Welt.

Das Computerspielgenre der Ego-Shooter wird beispielsweise grundsätzlich aus der Sicht der Spielfigur, also in der Ich-Perspektive, gespielt. Die Spielgestalter nutzen hier die Immersion, um den Spieler die virtuelle Welt möglichst unmittelbar erleben zu lassen.
wobei es sich etwa um Actionspiele oder auch Rollenspiele handeln kann.
Bestimmte Actionspiele und Rollenspiele werden des Weiteren als immersive sim (immersive Simulation) bezeichnet. Derartige Spiele geben dem Spieler im Rahmen des Spielsystems möglichst große Freiheiten und durch vorhandene Spielmechaniken die Option, sein Ziel auf verschiedenen Wegen zu erreichen, wobei das Spielsystem auf die Aktionen des Spielers reagiert. So mag der Spieler einen Feind schleichend umgehen, einen anderen Weg finden, den Gegner ablenken oder ihn mit Gewalt ausschalten. Spiele in dieser Tradition sind unter anderem System Shock, Deus Ex, die BioShock-Reihe und Dishonored.

## Immersion in Rollenspielen
Im Pen-&-Paper-Rollenspiel (P&P) und Liverollenspiel (LARP) ist die Immersion ein zentrales Thema. Es geht darum, dem Spieler ein möglichst glaubhaftes und intensives Erlebnis der Spielwelt zu bieten. Beim P&P-Rollenspiel wird dies in erster Linie durch die Erzählkunst des Spielleiters bewerkstelligt. Des Weiteren durch ein Regelwerk, welches die Spielwelt möglichst glaubhaft in Werte, Spielregeln und Hintergrundgeschichten fasst. Beim Liverollenspiel wird die Immersion durch passende Verkleidungen und Umgebungen herbeigeführt. Beispielsweise würden sich bei einem Fantasy-LARP die Spieler als Krieger, Elfen, Orks und so weiter verkleiden. Sie würden möglicherweise auf einer angemieteten Burg oder einem Rittergut spielen und dort – ähnlich wie auch bei Mittelaltermärkten üblich – alles, was nicht zum Mittelalter/Fantasy-Hintergrund passt (z. B. Plastikflaschen), wegräumen und verstecken.
Auf diese Art gelingt es den Spielern, ihrer wirklichen Welt für ein paar Stunden zu entfliehen und in diesem Zeitraum eine andere (meist selbst gewählte), Person darzustellen. Durch die Erfahrung des gemeinsamen Schauspiels erleben die Spieler gleichzeitig das Leben einer anderen Figur und die Reaktionen ihrer Umwelt auf diese.
Bei der Darstellung von Rollenspiel in Film und Fernsehen wird regelmäßig auch auf die Gefahr durch die für labile Personen eventuell zu intensive Immersion eingegangen. Ein typisches Beispiel hierfür ist der Film Labyrinth der Monster von 1982 mit Tom Hanks, der in der Blütezeit der „Pen & Paper“-Rollenspiele gedreht wurde.

## Aufgriff von Immersion in Literatur und Film
Beispiele zum Aufgriff der Begriffe und Konzepte zu „Immersion“ und „Immersion in virtueller Realität“ sowie zum Empfinden und Verständnis zur Realität in Literatur und Film.
- 380 v. Chr.: Platons Höhlengleichnis: „Was, wenn unsere wahrgenommene Umwelt nur ein Schatten einer höheren Realität ist?“
- 1641: Meditationen über die Grundlagen der Philosophie (Descartes) – Sinne liefern keine grundlegenden Erkenntnisse, siehe Rationalismus
- 1964: Simulacron-3 (Daniel F. Galouye) – beim Erschaffen und Besichtigen einer virtuellen Welt öffnet sich ein Weg in die Welt, die unsere Welt virtuell erschaffen hat; zuletzt verfilmt als The 13th Floor
- 1971: Der futurologische Kongress (Stanislaw Lem) – mittels psychoaktiver Chemikalien („Psychemie“) werden virtuelle Welten mit paradiesischen Zuständen geschaffen, doch die Fassade bröckelt
- 1973: Welt am Draht (Rainer Werner Fassbinder) – in einem VR-Projekt stellt der Nachfolger des verstorbenen Projektleiters fest, dass er selbst nur eine Simulation ist, siehe Simulacron-3
- 1982: Tron (Steven Lisberger) – prägte Vorstellungen über eine virtuelle Realität, gefangen im Computer (strenggenommen keine Immersion, sondern der tatsächliche Transfer der Person in die virtuelle Welt)
- 1982: Labyrinth der Monster (Steven Hilliard Stern) – Ein Film über Pen & Paper Rollenspiele, bei dem einer der Spieler mit der Zeit Spiel und Realität durcheinanderbringt.
- 1984: Neuromancer (William Gibson) – Grundlage des Cyberpunk und Cyberspace mit Direktverbindung zum Gehirn
- 1986: Star Trek TNG (Gene Roddenberry) – holographische Räume, die eine spürbare virtuelle Realität um die Betrachter herum erzeugen, oft wissen Menschen oder KIs nicht, dass sie in einer virtuellen Welt sind
- 1988: Red Dwarf – britische Sitcom mit VR-Elementen
- 1991: Foundation-Zyklus (Isaac Asimov) – holographische Räume (u. a. Toiletten) zur Entspannung
- 1991: Snow Crash (Neal Stephenson) – postmoderne Cyberpunk-Satire
- 1992: Der Rasenmäher-Mann – Action Thriller, virtuelle Realität zur Verhaltensänderung
- 1994: Sam und Dave – Zwei Ballermänner auf Tauchstation (Rafal Zielinski) – Comedy, in der Realität mit virtueller Realität vermischt
- 1996: Otherland (Tad Williams) – Fantasy-Roman, in dem die Charaktere in eine virtuelle Welt eintauchen und dort um das Überleben vieler kranker Kinder kämpfen
- 1998: Die Truman Show (Peter Weir) – Reality-Show Satire, eine reale Welt wurde unter einer riesigen Kuppel, nur für die Hauptfigur, quasi virtuell, geschaffen
- 1999: The Matrix (Wachowski-Geschwister) – Action Thriller, von Maschinen gezüchtete Menschen brechen aus ihrer virtuellen Realität, die nur zu ihrer Kontrolle dient, aus
- 1999: The 13th Floor – Science-Fiction-Film, Menschen in einer virtuellen Welt bauen eine zweite virtuelle Umgebung auf, bevor ihnen die eigene Virtualität bewusst wird, siehe Simulacron-3 und Welt am Draht.
- 1999: eXistenZ – „Du bist das Spiel“ von David Cronenberg – kryptisch arrangierte Geschichte über ein Computerspiel, das mittels Bioport und organischer Konsole beginnt, mit mehreren Realitätsebenen
- 2001: Avalon – Spiel um dein Leben von Mamoru Oshii – Illegales VR-Spiel verwandelt seine Teilnehmer ab einem bestimmten Level in geistige Krüppel
- 2001: Spy Kids (Robert Rodriguez) – Jugendfreie Action, mit VR-Elementen
- 2001: Digimon (Bandai) – Computerspiel und Anime-Serie, die fast komplett in einer virtuellen Welt spielt
- 2002: .hack (dot hack)- Japanische Animeserie, in der Spieler mit Hilfe einer Oculus Rift-artigen Brille als Spielfigur in die virtuelle Welt des MMORPG The World eintauchen. Durch bugs gelingt es einigen Spielern nicht mehr das Spiel zu verlassen.
- 2009: Surrogates – Mein zweites Ich – Film
- 2011: Ready Player One – Roman und Film, dystopische Welt, in der die Hauptcharaktere in eine virtuelle Welt abtauchen
- 2012: Sword Art Online – Anime-Serie, deren Haupthandlung in einem Computerspiel abläuft in das man mit Hilfe eines VR-Helm gelangt
- 2012: Hikikomori (Kevin Kuhn) – Roman, in dem der Hauptcharakter allmählich in eine virtuelle Welt driftet, die wie die Realität erfahren wird